# The Master (album)
Pour les articles homonymes, voir The Master.
Albums de Rakim
The 18th Letter
(1997) The Seventh Seal
(2009)
Singles
1. When I B on tha Mic
Sortie : 2000

The Master est le deuxième album studio de Rakim, sorti le 30 novembre 1999.
Cet album n'est pas parvenu à rééditer le succès du précédent, The 18th Letter. Son échec relatif poussa Rakim à signer peu après chez Aftermath.
The Master s'est classé 7e au Top R&B/Hip-Hop Albums et 72e au Billboard 200.

## Liste des titres
| No  | Titre                                                               | Contient un (des) sample(s) de | Durée |
| --- | ------------------------------------------------------------------- | --- | ----- |
| 1.  | Intro (Produit par Rakim)                                           | | 1:22  |
| 2.  | Flow Forever (Produit par Clark Kent)                               | Since We Said Goodbye des Counts | 4:11  |
| 3.  | When I B on tha Mic (Produit par DJ Premier)                        | What the World Needs Now Is Love des Artistics How About Some Hardcore de M.O.P. The Saga Begins de Rakim Peter Piper de Run–D.M.C. World Famous de M.O.P. | 3:42  |
| 4.  | Finest Ones (featuring Clark Kent – Produit par Clark Kent)         | We Belong Together des Spinners | 4:24  |
| 5.  | All Night Long (Produit par Punch)                                  | | 4:27  |
| 6.  | State of Hip-Hop Interlude (Produit par Rakim)                      | | 0:39  |
| 7.  | Uplift (Produit par Ron « Amen-Ra » Lawrence)                       | | 3:09  |
| 8.  | I Know (Produit par TR Love)                                        | | 4:07  |
| 9.  | It's the R (Produit par Clark Kent)                                 | Mother's Son de Curtis Mayfield | 4:15  |
| 10. | I'll Be There (featuring Nneka Morton – Produit par Naughty Shorts) | | 5:10  |
| 11. | It's a Must (featuring Rahzel – Produit par Big Jaz)                | | 4:24  |
| 12. | Real Shit (Produit par Ron « Amen-Ra » Lawrence)                    | | 4:21  |
| 13. | How I Get Down (Produit par The 45 King)                            | Funky Drummer de James Brown | 4:05  |
| 14. | L.I. Interlude (Produit par Rakim)                                  | | 0:53  |
| 15. | Strong Island (Produit par Rakim)                                   | | 4:34  |
| 16. | Waiting for the World to End (Produit par DJ Premier)               | | 4:05  |
| 17. | We'll Never Stop (featuring Connie McKendrick)                      | | 4:19  |